# Élections législatives bosniennes de 2022
Pour un article plus général, voir Élections générales bosniennes de 2022.
Les élections législatives bosniennes de 2022 ont lieu le 2 octobre 2022 afin d'élire les 42 députés de la Chambre des représentants de Bosnie-Herzégovine.

## Contexte
Les élections législatives d'octobre 2018 voit la victoire de l'Alliance des sociaux-démocrates indépendants serbe en république serbe de Bosnie et celle du Parti d'action démocratique bosniaque et d'une alliance menée par l'Union démocratique croate dans la fédération de Bosnie-et-Herzégovine.

## Système électoral
La Chambre des représentants est composée de 42 sièges pourvus tous les quatre ans au scrutin proportionnel plurinominal de liste avec un seuil électoral de 3 % des suffrages exprimés. 
Sur ce total, vingt-huit députés sont élus au sein de la fédération de Bosnie-et-Herzégovine, dont vingt-et-un dans cinq circonscriptions électorales plurinominales et sept au niveau de la fédération afin d'assurer une meilleure proportionnalité des résultats. Quatorze députés sont élus au sein de la république serbe de Bosnie dont neuf dans trois circonscriptions et cinq au niveau de la République selon le même principe.
Certains partis ne présentent des listes que dans l'une ou l'autre entité, là où d'autres sont présentes dans les deux.

## Forces en présence
| Parti | Parti                                                                   | Idéologie                                                                                                | Chef de file      | Résultats de 2018          |
| ----- | ----------------------------------------------------------------------- | --- | ----------------- | -------------------------- |
|       | Parti d'action démocratique (SDA)                                       | Centre droit Conservatisme, nationalisme bosniaque                                                       | Bakir Izetbegović | 17,01 % des voix 9 députés |
|       | Alliance des sociaux-démocrates indépendants (SNSD)                     | Droite Nationalisme serbe, Séparatisme, conservatisme sociétal                                           | Milorad Dodik     | 16,03 % des voix 6 députés |
|       | Parti démocratique serbe (SDS) NDP, SRS, NS                             | Droite Nationalisme serbe, national-conservatisme                                                        | Vukota Govedarica | 9,80 % des voix 3 députés  |
|       | Parti social-démocrate (SDP)                                            | Centre gauche à gauche Social-démocratie, europhilie                                                     | Nermin Nikšić     | 9,08 % des voix 5 députés  |
|       | Union démocratique croate (HDZ) HSS, HKDU, HSP HNS, HSP-AS BiH, HDU BiH | Centre droit à droite Conservatisme, démocratie chrétienne, fédéralisme, nationalisme croate, europhilie | Dragan Čović      | 9,05 % des voix 5 députés  |
|       | Front démocratique (DF)                                                 | Centre gauche Social-démocratie, corporatisme social, europhilie, nationalisme civique                   | Željko Komšić     | 5,81 % des voix 3 députés  |

## Résultats
|                        |                                                                                              |            |            |            |                  |                  |                  |              |              |              |               |  |  |  |
| Partis                 | Partis                                                                                       | Fédération | Fédération | Fédération | Republika Srpska | Republika Srpska | Republika Srpska | Total Bosnie | Total Bosnie | Total Bosnie | Total Bosnie  |  |  |  |
| Partis                 | Partis                                                                                       | Voix       | %          | Sièges     | Voix             | %                | Sièges           | Voix         | %            | Sièges       | +/-           |  |  |  |
|                        | Parti d'action démocratique (SDA)                                                            | 243 413    | 25,17      | 8          | 30 132           | 4,85             | 1                | 273 545      | 17,23        | 9            | en stagnation |  |  |  |
|                        | Alliance des sociaux-démocrates indépendants (SNSD)                                          | 4 006      | 0,41       | 0          | 255 515          | 41,15            | 6                | 259 521      | 16,34        | 6            | en stagnation |  |  |  |
|                        | Union démocratique croate (HDZ)                                                              | 137 340    | 14,20      | 4          | 1 678            | 0,27             | 0                | 139 018      | 8,75         | 4            | 1             |  |  |  |
|                        | Parti social-démocrate (SDP)                                                                 | 129 499    | 13,39      | 5          |                  |                  |                  | 129 499      | 8,15         | 5            | en stagnation |  |  |  |
|                        | Parti démocratique serbe (SDS) - NDP - NS - SRS                                              |            |            |            | 112 250          | 18,08            | 2                | 112 250      | 7,07         | 2            | 1             |  |  |  |
|                        | Front démocratique (DF)                                                                      | 101 713    | 10,52      | 3          |                  |                  |                  | 101 713      | 6,41         | 3            | en stagnation |  |  |  |
|                        | Peuple et justice (NiP)                                                                      | 79 555     | 8,23       | 3          | 79 555           | 5,01             | 3                | 3            |              |              |               |  |  |  |
|                        | Parti du progrès démocratique (PDP)                                                          | 466        | 0,05       | 0          | 73 023           | 11,76            | 2                | 73 489       | 4,63         | 2            | en stagnation |  |  |  |
|                        | Notre Parti                                                                                  | 49 481     | 5,12       | 2          |                  |                  |                  | 49 481       | 3,12         | 2            | en stagnation |  |  |  |
|                        | Union européenne des citoyens de Bosnie-Herzégovine-Pour les nouvelles générations (NES-ZNG) | 47 157     | 4,88       | 2          | 47 157           | 2,97             | 2                | 2            |              |              |               |  |  |  |
|                        | Autres partis                                                                                |            |            |            |                  |                  |                  |              |              | 4            |               |  |  |  |
|                        |                                                                                              |            |            |            |                  |                  |                  |              |              |              |               |  |  |  |
| Votes valides          | Votes valides                                                                                | 967 023    | 91,56      |            | 620 976          | 91,71            |                  | 1 587 999    | 91,62        |              |               |  |  |  |
| Votes nuls             | Votes nuls                                                                                   | 36 535     | 3,46       | 52 627     | 4,98             | 57 325           | 3,31             |              |              |              |               |  |  |  |
| Votes blancs           | Votes blancs                                                                                 | 35 329     | 5,22       | 20 790     | 3,07             | 87 956           | 5,07             |              |              |              |               |  |  |  |
| Total                  | Total                                                                                        | 1 056 165  | 100        | 28         | 677 095          | 100              | 14               | 1 733 260    | 100          | 42           | en stagnation |  |  |  |
| Abstention             | Abstention                                                                                   | 1 053 179  | 49,93      |            | 582 227          | 46,23            |                  | 1 635 406    | 48,55        |              |               |  |  |  |
| Inscrits/Participation | Inscrits/Participation                                                                       | 2 109 344  | 50,07      | 1 259 322  | 53,77            | 3 368 666        | 51,45            |              |              |              |               |  |  |  |

## Formation du gouvernement
Le Parti d'action démocratique, premier parti en nombre de députés et principal parti représentant les bosniaques, ne fait pas partie du gouvernement. Il est remplacé par le nouveau parti bosniaque Peuple et justice dont les membres sont issus d'une scission survenue en 2018. Cet échec intervient après la défaite de Bakir Izetbegović au siège bosniaque de la présidence collégiale marquant le déclin du SDA.